# J
 Ovo je glavno značenje pojma J. Za registracijsku oznaku Japana pogledajte J (registracijska oznaka).
J je 14. slovo hrvatske abecede. Označava palatalni aproksimativni sonantni suglasnik. Također je:
- u SI sustavu oznaka za džul, jedinicu za energiju (J)
- međunarodna automobilska oznaka za Japan

## Povijest
Razvoj slova „J” moguće je pratiti tijekom povijesti:
| proto-semitsko I · proto-semitsko I | feničko yod | grčko jota | etruščansko I | rimsko I | rimsko J | moderno Jj  |
| proto-semitsko I                    | feničko yod | grčko jota | etruščansko I | rimsko I | rimsko J | moderano Jj |

## Računarstvo
| Znak                 | Standard odnosno kodna stranica | Standard odnosno kodna stranica | Standard odnosno kodna stranica | Standard odnosno kodna stranica | Standard odnosno kodna stranica |
| -------------------- | ------------------------------- | ------------------------------- | ------------------------------- | ------------------------------- | ------------------------------- |
|                      | YUSCII                          | CP852                           | CP1250                          | ISO 8859-2                      | Unicode                         |
| J                    | 74                              | 74                              | 74                              | 74                              | U+004A                          |
| j                    | 106                             | 106                             | 106                             | 106                             | U+006A                          |
| ȷ (malo j bez točke) |                                 |                                 |                                 |                                 | U+0237                          |

## Pravila pisanja
Slovo „J” piše se:
1. na početku riječi ispred svih otvornika ispred kojih može doći: 
jačina, ječam, još, jučer...; nejakost, prejak...
2. u nesloženim riječima između dvaju otvornika koji su:
i-a, i-e, i-i, i-u, u-i, u-u
Primjeri:
kutija, Azija, Marija; žirija, Verdija, studija
dijeta, higijena, orijent; žirijem, Leopardijem, Poncijem
čiji, drukčiji, svačiji; žiriji, glasniji
milijun, trijumf, špijun; žiriju, umiju, studiju
bruji, zuji
kuju, snuju
3. u pridjevima od imenica na -ija 
Andrijin, županijski...
4. u oblicima 
pij, pijte, ne ubij...
5. u stranim riječima 
epopeja, ideja, turneja... dijabetičar, dijalekt...

Slovom „J” ne koristi se:
1. između otvornika+„i” i  „o” 
 bio, činio, mio, mislioca...; sociologija, patriot, violina...
2. u složenicama u kojima prefiks završava znakom  „i”: 
antialkoholičar, arhiepiskop, antiimperijalistički, niotkud, nadriumjetnički...
3. između otvornika među kojima prvi nije „i”: 
kontraadmiral, dvanaest, arhaizam, aorist, autentičan, idealan, neegoističan, kaleidoskop, teologija, euharistija, kroatist, poezija, doista, crnook, bjelouška, akcentuacija, pirueta, poluidiot, poluotok, protuudar...